# Ricardo Corro
Ricardo Corro Moncho (Sevilla, 1899 - Sevilla, 21 de octubre o 21 de noviembre de 1936) fue un abogado y político republicano español, asesinado por los sublevados durante la guerra civil española.

## Biografía
Nacido en Sevilla pero establecido desde niño en Granada donde su familia se trasladó, cursó allí sus estudios de bachiller y los universitarios, licenciándose en Derecho (con Premio Extraordinario fin de carrera) y Filosofía y Letras el mismo año (1921) en la Universidad de Granada. Se dedicó de inmediato a trabajar como abogado. En 1930 se incorporó a la actividad política y, junto a José Palanco, se afilió al azañista Grupo de Acción Republicana y, después, a sus herederos Acción Republicana e Izquierda Republicana. Fue elegido concejal del ayuntamiento granadino en las elecciones municipales de 1931 que dieron lugar a la proclamación de la República. Su compañero Palanco fue elegido alcalde y él estuvo totalemnte implicado en la acción municipal desde un primer momento. En abril de 1933 Palanco dimitió, siendo Ricardo Corro elegido nuevo alcalde. A pesar de sus intentos por modernizar la ciudad y el desarrollo de las obras públicas, que eran además un elemento fundamental para paliar las altas tasas de paro, vio cortada toda financiación, lo que le llevó a dimitir en septiembre de 1934. No obstante permaneció en la alcaldía mientras se elegía su sucesor, pero con la revolución de 1934 fue cesado, como toda la corporación municipal, y todo ello a pesar de su expresa oposición al movimiento revolucionario y huelguístico.
Después de su cese abandonó Izquierda Republicana y, en 1935, se incorporó a Unión Republicana (UR), cuyo comité provincial presidió. En las elecciones generales de 1936 fue uno de los dos candidatos de UR en las listas del Frente Popular, no siendo elegido. No obstante, el proceso en la circunscripción granadina fue anulado, y Ricardo Corro obtuvo el acta de diputado en las elecciones parciales del 3 de mayo al obtener 139.855 votos. Entre febrero y finales de mayo de 1936, ocupó el cargo de gobernador civil de Sevilla, donde hubo de enfrentarse a las graves inundaciones que sufrió la provincia, en especial el barrio de Triana de la capital hispalense y las graves pérdidas de las cosechas. Las inundaciones acrecentaron el problema de la falta de alimento y, en cualquier caso, de recursos para que muchas familias pudieran comprarlos, así como el problema ya crónico de la falta de viviendas. Corro hubo de adoptar medidas extremas obligando al ayuntamiento de Sevilla al reparto gratuito y diario de pan, aunque no pudo impedir la huelga de los inquilinos con el impago de alquileres.
Al producirse el golpe de Estado de julio de 1936 que dio lugar a la Guerra Civil, Ricardo Corro fue detenido en aplicación del Bando de Guerra el 2 de septiembre. Confinado en la prisión provincial de Sevilla, fue trasladado después a la comisaría de donde fue sacado y asesinado en octubre o noviembre. Después de fallecido fue investigado por pertenencia a la masonería (de la cual nunca fue miembro) y aún en 1953 se señalaba por la historiografía franquista como un diputado que había acudido a todas las sesiones de las Cortes republicanas hasta 1939 y que había huido al extranjero.